# الأرشيف التاريخي للدولة بجمهورية أذربيجان
الأرشيف التاريخي للدولة بجمهورية أذربيجان (بالأذرية: Azərbaycan Respublikasının Dövlət Tarix Arxivi) هي من الهيئات الفرعية غير المدرجة في هيكل قسم الأرشيف الوطني في جمهورية أذربيجان وأحد هيئات الأرشفة في جمهورية أذربيجان.

## التمويل
- تمول هذه المؤسسة من ميزانية الدولة لجمهورية أذربيجان.